# Ronde van het Baskenland 2025 (vrouwen)
De vierde editie van de Ronde van het Baskenland voor vrouwen werd in 2025 verreden van 16 tot en met 18 mei, onder de Engelse naam Itzulia Women. De wedstrijd maakte deel uit van de UCI Women's World Tour 2025. De ronde werd voor de derde keer gewonnen door Demi Vollering.

## Deelnemende ploegen
Veertien WorldTourploegen namen deel, aangevuld met twee ProSeriesploegen en drie continentale ploegen.

## Etappe-overzicht
| etappe | datum  | start                  | finish   | afstand  | type      | winnaar          | klassementsleider |
| ------ | ------ | ---------------------- | -------- | -------- | --------- | ---------------- | ----------------- |
| 1      | 16 mei | Zumarraga              | Agurain  | 148,5 km | Heuvelrit | Mischa Bredewold | Mischa Bredewold  |
| 2      | 17 mei | Ugao-Miraballes        | Igorre   | 116 km   | Heuvelrit | Mischa Bredewold | Mischa Bredewold  |
| 3      | 18 mei | Donostia-San Sebastián | Donostia | 112,9 km | Heuvelrit | Demi Vollering   | Demi Vollering    |

## Klassementenverloop
| Etappe       | Winnaar          | Algemeen klassement · | Puntenklassement · | Bergklassement · | Jongerenklassement · | Ploegenklassement |
| ------------ | ---------------- | --------------------- | ------------------ | ---------------- | -------------------- | ----------------- |
| 1            | Mischa Bredewold | Mischa Bredewold      | Mischa Bredewold   | Morgane Coston   | Millie Couzens       | SD Worx-Protime   |
| 2            | Mischa Bredewold | Mischa Bredewold      | Mischa Bredewold   | Morgane Coston   | Gaia Segato          | Liv AlUla Jayco   |
| 3            | Demi Vollering   | Demi Vollering        | Mischa Bredewold   | Demi Vollering   | Antonia Niedermaier  | Ceratizit         |
| 0Eindstanden | 0Eindstanden     | Demi Vollering        | Mischa Bredewold   | Demi Vollering   | Antonia Niedermaier  | Ceratizit         |

## Eindklassementen

### Algemeen klassement
| Rang      | Renster             | Ploeg                    | Tijd     |
| --------- | ------------------- | ------------------------ | -------- |
| Gele trui | Demi Vollering      | FDJ-SUEZ                 | 9u55'44" |
| 2         | Mischa Bredewold    | SD Worx-Protime          | + 48"    |
| 3         | Sarah Van Dam       | Ceratizit                | + 1'01"  |
| 4         | Justine Ghekiere    | AG Insurance-Soudal      | + 1'03"  |
| 5         | Thalita de Jong     | Human Powered Health     | + 1'10"  |
| 6         | Amanda Spratt       | Lidl-Trek                | z.t.     |
| 7         | Mavi García         | Liv AlUla Jayco          | z.t.     |
| 8         | Antonia Niedermaier | Canyon//SRAM zondacrypto | z.t.     |
| 9         | Évita Muzic         | FDJ-SUEZ                 | z.t.     |
| 10        | Dilyxine Miermont   | Ceratizit                | + 1'27"  |

### Puntenklassement
| Rang        | Renster            | Ploeg               | Punten |
| ----------- | ------------------ | ------------------- | ------ |
| Groene trui | Mischa Bredewold   | SD Worx-Protime     | 68     |
| 2           | Sarah Van Dam      | Ceratizit           | 46     |
| 3           | Demi Vollering     | FDJ-SUEZ            | 34     |
|             |                    |                     |        |
| 6           | Julie Van de Velde | AG Insurance-Soudal | 20     |

### Bergklassement
| Rang     | Renster          | Ploeg               | Punten |
| -------- | ---------------- | ------------------- | ------ |
| Bergtrui | Demi Vollering   | FDJ-SUEZ            | 20     |
| 2        | Amanda Spratt    | Lidl-Trek           | 11     |
| 3        | Justine Ghekiere | AG Insurance-Soudal | 10     |

### Jongerenklassement
| Rang         | Renster             | Ploeg                    | Tijd     |
| ------------ | ------------------- | ------------------------ | -------- |
| Jongerentrui | Antonia Niedermaier | Canyon//SRAM zondacrypto | 9u56'54" |
| 2            | Maud Oudeman        | Visma-Lease a Bike       | + 37"    |
| 3            | Isabella Holmgren   | Lidl-Trek                | z.t.     |

### Ploegenklassement
| Rang | Renster             | Tijd      |  |
| ---- | ------------------- | --------- |  |
| 1    | Ceratizit           | 29u52'34" |  |
| 2    | AG Insurance-Soudal | + 6"      |  |
| 3    | FDJ-SUEZ            | + 59"     |  |
|      |                     |           |  |
| 8    | Visma-Lease a Bike  | + 3'58"   |  |

Mannen:
1924 · 1925 · 1926 · 1927 · 1928 · 1929 · 1930 · 1931–1934 · 1935 · 1936–1968 · 1969 · 1970 · 1971 · 1972 · 1973 · 1974 · 1975 · 1976 · 1977 · 1978 · 1979 · 1980 · 1981 · 1982 · 1983 · 1984 · 1985 · 1986 · 1987 · 1988 · 1989 · 1990 · 1991 · 1992 · 1993 · 1994 · 1995 · 1996 · 1997 · 1998 · 1999 · 2000 · 2001 · 2002 · 2003 · 2004 · 2005 · 2006 · 2007 · 2008 · 2009 · 2010 · 2011 · 2012 · 2013 · 2014 · 2015 · 2016 · 2017 · 2018 · 2019 · 2020 · 2021 · 2022 · 2023 · 2024 · 2025
Vrouwen: 
2022 · 2023 · 2024 · 2025
Tour Down Under ·
Cadel Evans Great Ocean Road Race ·
Ronde van de Verenigde Arabische Emiraten ·
Omloop Het Nieuwsblad ·
Strade Bianche ·
Trofeo Alfredo Binda-Comune di Cittiglio ·
Milaan-San Remo ·
Brugge-De Panne ·
Gent-Wevelgem ·
Ronde van Vlaanderen ·
Parijs-Roubaix ·
Amstel Gold Race ·
Waalse Pijl ·
Luik-Bastenaken-Luik ·
Ronde van Spanje ·
Ronde van het Baskenland ·
Ronde van Burgos ·
Ronde van Groot-Brittannië ·
Ronde van Zwitserland ·
Copenhagen Sprint · 
Ronde van Italië ·
Ronde van Frankrijk ·
Ronde van Romandië ·
Ronde van Scandinavië ·
GP de Plouay-Bretagne ·
Simac Ladies Tour ·
Ronde van Chongming ·
Ronde van Guangxi